# Fernand Pordié
Fernand Pordié, né le 11 novembre 1924 à Dakar (Sénégal) et mort le 23 juin 1995 à Frouzins (Haute-Garonne), est un footballeur français. Il évolue au poste de défenseur.

## Carrière de joueur
- 1945-1946 : Toulouse FC
- 1946-1949 : Stade rennais
- 1949-1951 : SCO Angers
- 1951-1952 : AS Monaco
- 1952-1955 : AS Troyes Savinienne

## Source
- Marc Barreaud, Dictionnaire des footballeurs étrangers du championnat professionnel français (1932-1997), l'Harmattan, 1997. cf. notice du joueur page 226.